# こんにゃくゼリー

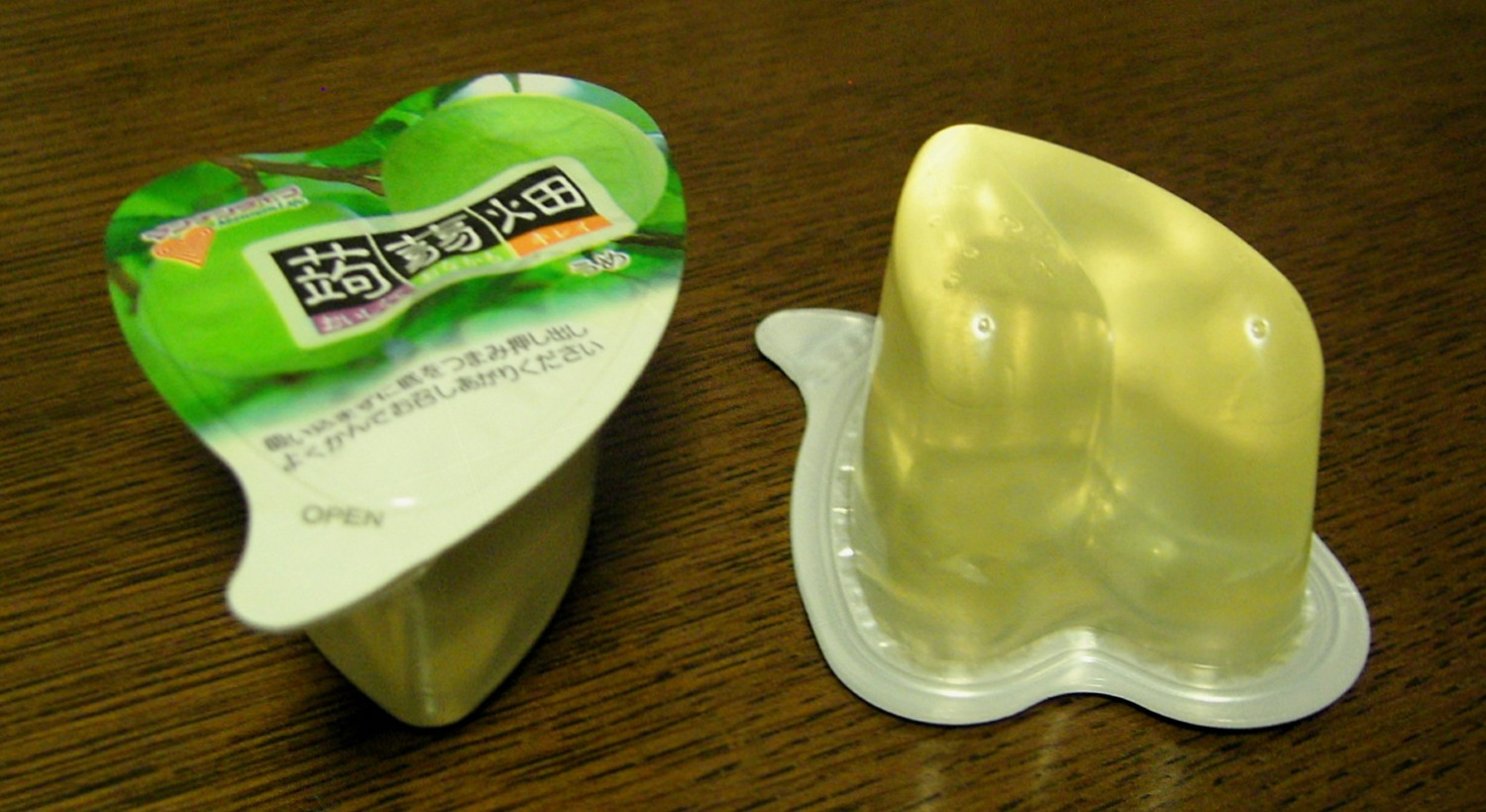
こんにゃくゼリー

こんにゃくゼリー（蒟蒻ゼリー）は、ゲル化剤としてゼラチンの代わりにコンニャクの粉末、または精製された食物繊維を果汁等に混ぜて固めた弾力に富むゲル状の生菓子である。

## 概要
コンニャクを用いることにより、通常ゼリーと呼称される壊れやすいゲル状の食品やキャンディではなく、弾力の強い食感が特徴の生菓子。ゼラチンや寒天を追加することもある。食物繊維が多いコンニャクの特徴に着目したものであり、健康やダイエットによいと宣伝されている。
マンナンライフ（群馬県富岡市）とオリヒロ（群馬県高崎市）が大手で、ともに売上高100億円超の規模を持つが、下仁田物産（オーイズミグループ、群馬県下仁田町）、ヨコオデイリーフーズ（こんにゃくパークを運営、群馬県甘楽郡甘楽町）、雪国アグリ（群馬県沼田市）なども一定のシェアを持つ。こんにゃくいもの産地が群馬県であるため、ほとんどが群馬県のメーカーで、群馬県内で製造されているが、たらみ（長崎県長崎市）など他県のメーカーもある。

## 製法
1. 主成分であるグルコマンナンを水に溶解させる。風味の調整のために、糖類、果汁、香料等を共に溶解し、必要に応じ、pHの調整を行う。
2. 得られた溶解液を容器に充填する。
3. 溶解液を冷却し凝固させる[要出典]。

## 窒息事故

### 窒息事故の可能性と各国の対応
ゼラチンのものに比べて弾力性が高く、口腔内の温度でも溶解しないため誤嚥しやすく、咀嚼力の弱い幼児や老人が噛まずに飲み込んだ場合、最悪喉に詰まらせ窒息死する恐れも指摘される。容器から直接に食べるため、吸気と一緒に咽頭や喉頭に嵌頓することも、窒息事故の原因と推定されている。
実際に死亡事故も発生しているため、欧州連合では2003年からゼリー菓子の材料にこんにゃくを使用することを禁止しており、韓国やアメリカ合衆国でもこれに追随する形で、販売の禁止または事実上の流通停止を行っている。
日本では、一口ずつ噛み切って食べるようにパッケージへの記載や、グルコマンナン濃度の低下など物性や形状等の工夫がはかられているが、国民生活センターによると、1995年から2008年までの間に22件の死亡事故が発生しているとされ、このことが2007年から2008年にかけて報道された際には大きな社会的関心を集めた。国会やマスメディアがこの問題を取り上げ菓子メーカーの企業責任を厳しく追及し、日本でも海外のようにこんにゃくゼリーを全面的に禁止すべきであるという意見も出され、社民党の福島みずほ党首と近藤正道参院議員からはこんにゃくゼリーの製造・輸入・販売の即時禁止と企業への責任追及と自主回収要求する「申し入れ」が野田聖子消費者行政担当大臣に要求された。こんにゃくゼリー最大手であるマンナンライフは対策を取るために一時生産を停止し、後に生産を再開する際にも警告文を大きく表示するなどの対応を迫られたほか、同業他社も同様の対策を取ることになった。
こんにゃくゼリーの全面禁止がスムーズに進んだ世界各国とは違い、日本の世論は賛否に分かれた。日本はこんにゃくが食品として流通する国としてこんにゃくゼリーに親しんでいる背景もあり、前述のように日本において菓子メーカーの責任が関心を集めた際には、こんにゃくゼリーの販売中止に反発するインターネット上の署名運動もまた1か月間で2万7000筆を集めるなど、菓子メーカーへのバッシングに対する反発や同情の声も寄せられた。

### 事故の発生件数・発生確率
13年間で22件という死亡件数は、「餅」「ご飯」「パン」などを喉に詰まらせ窒息死する事故の件数と比較すると極めて少なく、毎年4,000件以上にもなる食品による窒息死亡事故のうち平均1.7人程度（0.04%）を占めているに過ぎないため、こんにゃくゼリーだけを問題視することには異論もある。
後に、内閣府の食品安全委員会が特定の食品類を1億回口に入れた場合に窒息死する頻度を推計したところ、こんにゃくゼリーによる死亡リスクは0.16〜0.33人とされ、飴類（1.0〜2.7人）と同程度としつつも、ワースト1位の餅（6.8〜7.6人）と4位のパン（0.25人）の間に位置する危険度があるという結果を発表している。
死亡事故のみならず軽症や中等症で済んだ事故を含めた統計では、こんにゃくゼリーによる事故が窒息事故全体に占める件数は更に少ないものとなるが、それは逆に言えば、いざ喉に詰まらせた場合に軽傷で済んでいる者が少なく死亡率が高いという解釈もできる。
消費者庁は、こんにゃくゼリーを喉に詰まらせた場合の重症率を85.7%（7件中6人）と算出し、2位のしらたき・糸こんにゃく（71.4%、7件中5人）を上回り、カステラやヨーグルトと同程度の重症率でしかない餅（54.7%、406件中222人）よりも、はるかに危険な食べ物であるという見解を発表しているが、この統計の手法を疑問視する意見もある。
こんにゃくゼリーの危険性が報道によって周知され対策が行われていた2008年7月にも、兵庫県で1歳9か月の幼児に祖母が警告文を読まず、報道でも危険と指摘されていたこんにゃくゼリーを凍らせた状態で与え、ゼラチン原料のゼリーと同感覚にこんにゃくゼリーを噛まずに（吸い込むように）呑み込み、喉に詰まらせて気道閉塞によって窒息死させてしまうという事故が発生している。
ゼラチン原料の通常のゼリーでも窒息事故は発生しており、吸い込むように飲み込むのは危険である。また、製造者が意図していない「凍らせる」「冷やす」といった危険性を高める要素が加わると、粘性が高まったり、粘膜に付着し易くなったりして、窒息のおりに取り出すのが更に困難となる。ゼラチンと違い体温で柔らかくなったり溶けたりしないグルコマンナンの性質も窒息の可能性を増加させている。国民生活センターでは「子どもや高齢者に絶対に与えない!」という警告を発している。

### 消費者庁の対応
消費者庁の見解は揺れており、2010年6月には規制の根拠が明確ではない以上、現段階での法規制は困難であるという考えを示し、法規制は行わないという意向を示しているが、7月にはそれを撤回し、「法規制が必要」という見解を示しているが、2022年3月時点でも法規制されず販売は続けている。

### メーカー・業界団体の対応
マンナンライフは、窒息事故の危険性が指摘された従来の「ポーションタイプ」に対して、砕かずに呑み込むことが可能な「クラッシュタイプ」のこんにゃくゼリーを2008年に開発し販売した。こちらでの事故は報告されておらず、また消費者庁より特保の認可を得て、徐々に市場規模を拡大している。
現在、全国こんにゃく協同組合連合会、全国菓子工業組合連合会、全国菓子協会の3者では、加盟社の販売する一口タイプこんにゃく入りゼリー（ミニカップタイプ、袋物等）について「こんにゃく入りゼリー警告マーク」を記載するとともに「お子様や高齢者の方は食べないでください」という文を製品に併記している。

### 損害賠償請求訴訟
前述の1歳男児の死亡事故に関して、男児の両親が、マンナンライフを相手方として、神戸地方裁判所姫路支部に、製造物責任法に基づき約6200万円の損害賠償を請求する訴訟を提起した。しかし、2010年11月17日の第1審判決は、原告の主張した設計上の欠陥、包装袋の警告表示の欠陥、不適切な販売方法の3点いずれについても製造物責任法上の欠陥を認めず、請求を棄却した。